# Dario Hübner
Dario Hübner (Muggia, 28 april 1967) is een voormalig Italiaanse voetballer.
Hij speelde als aanvaller. Hübner, wiens bijnaam door zijn bonkige fysieke verschijning en baardje 'Il Bisonte' (de bizon) was, kwam pas laat terecht in het betaalde voetbal, en belandde via kleine clubs op 30-jarige leeftijd bij Brescia Calcio in de Serie A. Zijn spel werd gekenmerkt door eenvoud en kracht. Hij werd een fenomeen toen hij met het nietige Piacenza Calcio gedeeld topscorer werd van de Serie A in het seizoen 2001/2002, met 24 doelpunten uit 33 wedstrijden. Er was sprake van dat hij door die prestatie zou worden geselecteerd voor het WK voetbal, maar het kwam er niet van. In 2006 beëindigde Hübner zijn loopbaan.

## Clubstatistieken
| Seizoen | Club            | Land   | Competitie | Wed. | Doelp. |
| ------- | --------------- | ------ | ---------- | ---- | ------ |
| 1992/93 | AC Cesena       | Italië | Serie B    | 34   | 10     |
| 1993/94 | AC Cesena       | Italië | Serie B    | 33   | 13     |
| 1994/95 | AC Cesena       | Italië | Serie B    | 33   | 15     |
| 1995/96 | AC Cesena       | Italië | Serie B    | 36   | 22     |
| 1996/97 | AC Cesena       | Italië | Serie B    | 31   | 15     |
| 1997/98 | Brescia Calcio  | Italië | Serie A    | 30   | 16     |
| 1998/99 | Brescia Calcio  | Italië | Serie B    | 36   | 21     |
| 1999/00 | Brescia Calcio  | Italië | Serie B    | 32   | 21     |
| 2000/01 | Brescia Calcio  | Italië | Serie A    | 31   | 17     |
| 2001/02 | Piacenza Calcio | Italië | Serie A    | 33   | 24     |
| 2002/03 | Piacenza Calcio | Italië | Serie A    | 27   | 14     |
| 2003/04 | AC Ancona       | Italië | Serie A    | 9    | 0      |
| 2003/04 | Perugia Calcio  | Italië | Serie A    | 13   | 3      |
| 2004/05 | AC Mantova      | Italië | Serie C    | 27   | 7      |
| Totaal  | Totaal          | Totaal | Totaal     | 405  | 198    |